# Friedrich von Falz-Fein

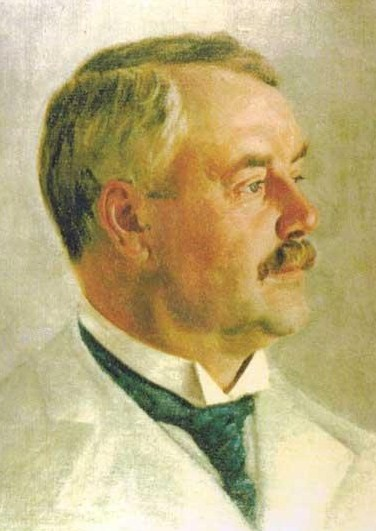
Friedrich von Falz-Fein

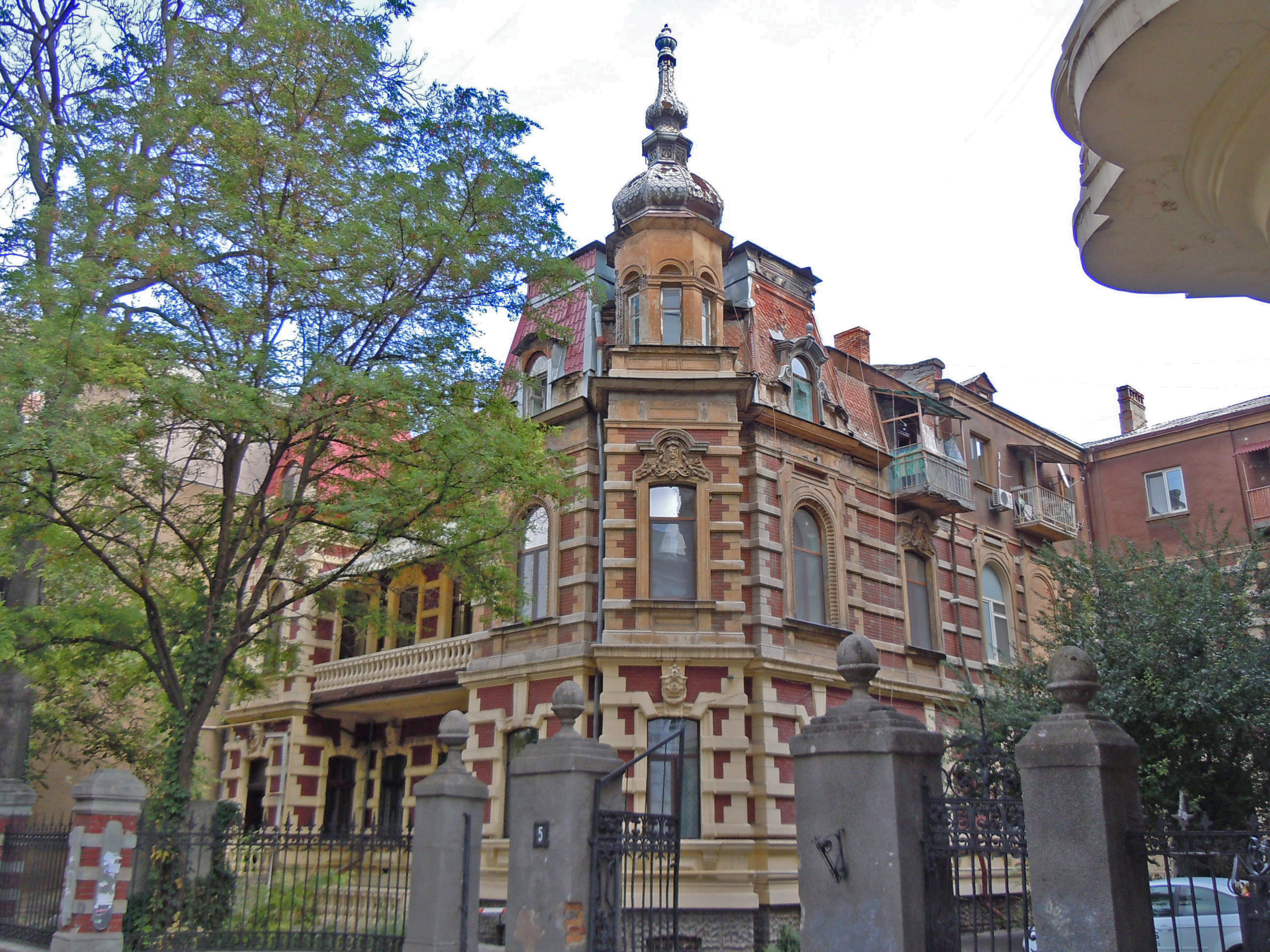
Haus Falz-Fein in Odessa

Friedrich Jakob Eduardowitsch Falz, seit 1864 Falz-Fein, seit 1915 Baron von Falz-Fein (* 4. Apriljul. / 16. April 1863greg. in Askanija-Nowa, Ukraine, damals Russisches Kaiserreich; † 2. August 1920 in Bad Kissingen, Unterfranken) war ein deutsch-russischer Großgrundbesitzer und Gründer des Naturschutzgebiets Askanija-Nowa (russisch Аскания-Нова, Ukraine).

## Leben

### Herkunft
Er war der Sohn des Eduard Falz (1839–1883) und der Sophie Knauff (1835–1919). Seit dem Jahr 1864 trug die Familie den Doppelnamen Falz-Fein (Fein war der Geburtsname der Großmutter Elisabeth Anna Fein), im Jahr 1872 erfolgte die Erhebung in den erblichen Stand eines „erblichen ehrenwerten Bürgers“ (Potomstwennyj Potschotnyj Graschdanin) und 1915 – als Folge des Zaren-Besuchs im Vorjahr 1914 – die Erhebung in das russische erbliche Baronat.
Er besuchte zunächst das Gymnasium in Cherson. Nach dem Studium der Naturwissenschaften an der Kaiserlichen Universität Dorpat und dem Tod seines Stiefvaters Gustav von Falz-Fein (1844–1890) übernahm Falz-Fein von diesem im Jahr 1890 den Betrieb des ererbten Familiengutes Askanija-Nowa (Neu-Askanien).

### Askanija-Nowa: Vom Familiengut zum Tierpark
Mit Erlaubnis des Zaren Nikolaus I. hatte sein Urgroßvater Friedrich Fein (1794–1864) mit Kaufvertrag vom 16. August 1856 vom Dessauer Herzog Leopold IV. die 52.000 Hektar große anhaltische Kolonie Askanija-Nowa bei Cherson gekauft, 100 Kilometer nördlich der Halbinsel Krim gelegen, mitsamt 49.000 Schafen, 640 Pferden und 549 Rindern. Er bewirtschaftete das Gut als Schafs- und Pferdefarm und war Pferdelieferant für die russische Armee. Der Name geht auf die Askanier in Deutschland zurück. Der Vertrag, der heute im Landeshauptarchiv Dessau liegt, trägt die Unterschrift des Dessauer Regierungspräsidenten Ludwig von Basedow (1774–1835), Sohn des Pädagogen Johann Bernhard Basedow (1724–1790), und die des Fein’schen Bankiers Horny.
Friedrich Falz-Fein erbte das inzwischen auf nur noch die Hälfte (25.000 Hektar) verkleinerte Familiengut Askanija-Nowa, sein Stiefvater Gustav von Falz-Fein vermachte ihm aber zusätzlich sein Gut Elisabethfeld und Friedrich selbst kaufte noch das Gut Naliboki hinzu, so dass sein Landbesitz schließlich sogar 65.000 Hektar umfasste.
Falz-Fein begnügte sich nicht mehr mit Schafs- und Pferdezucht, sondern entwickelte stattdessen schrittweise das gleichnamige Naturschutzgebiet mit botanischem Garten und Tierpark, das schließlich eines der größten der Welt und 1921 staatliches Eigentum der Ukraine wurde, heute UNESCO-Naturschutzgebiet ist und noch immer viele exotische Tiere beherbergt wie Antilopen, Bisons, Zebras, Strauße und Przewalski-Pferde. Bereits 1896 hatte Falz-Fein für Askanija-Nowa eine Herde wilder Elenantilopen gekauft, deren Nachzucht noch heute von berittenen Hirten betreut wird.
Falz-Fein besaß bis zum Ersten Weltkrieg eine halbe Million Schafe und 58 verschiedene Arten Säugetiere. Auch 402 Arten von Vögeln aus der ganzen Welt wurden hier nicht nur gehalten, sondern es wurden auch wissenschaftliche Beobachtungen und Kreuzungsversuche unternommen. Im Jahr 1914 besuchte Zar Nikolaus II. den Naturpark „Askanija-Nowa“ und die Familie Falz-Fein.

### Nach der Oktoberrevolution
Nach der russischen Revolution wurde das Privateigentum Falz-Feins von den Bolschewiki konfisziert, Askanija-Nowa wurde vollständig verwüstet. Die Familie zog in ihre Wohnung nach Petrograd, ihre letzte Station in Russland. Am 1. April 1919 floh die Familie schließlich mit dem letzten Schiff, dem bulgarischen Dampfer „König Ferdinand“, nach Konstantinopel und von dort nach Berlin.

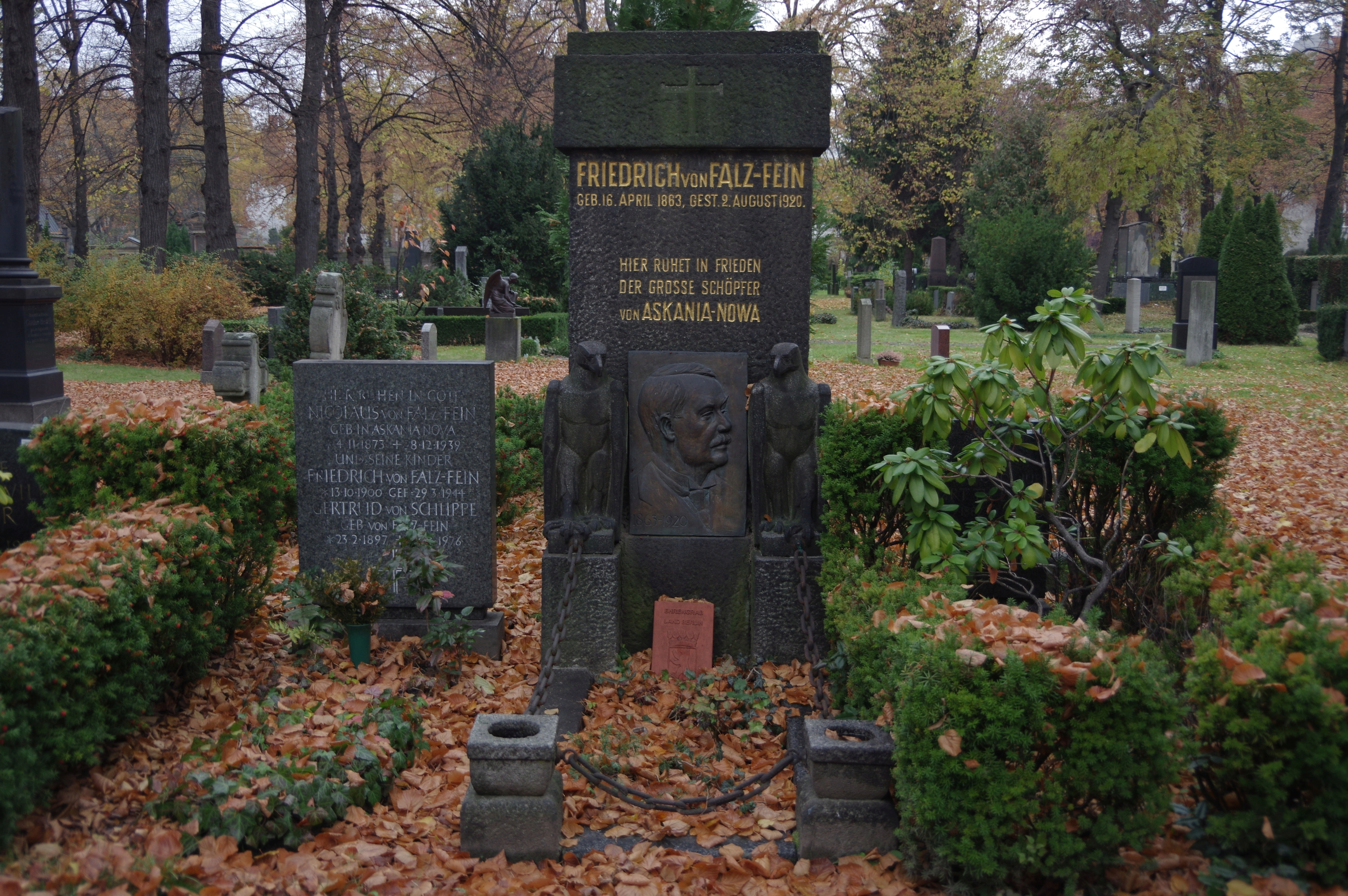
Das Ehrengrab von Friedrich von Falz-Fein auf dem Alten Zwölf-Apostel-Kirchhof in Berlin-Schöneberg

Am 2. August 1920 starb Falz-Fein während eines Kuraufenthalts in Bad Kissingen aus Kummer über sein „verlorenes Paradies“ Askanija-Nowa. Er war auf Anraten seines Arztes im Juli 1920 zur Erholung nach einem Schwächeanfall aus Berlin nach Bad Kissingen gekommen. Dort versagte sein Herz während einer Droschkenfahrt zum Sanatorium von Dapper. Zur Beisetzung wurde sein Leichnam nach Berlin überführt.
Sein Grab befindet sich auf dem Alten Zwölf-Apostel-Kirchhof in Berlin-Schöneberg. In der schmalen Grabanlage (Feld 530-022-015) steht ein Grabdenkmal aus grauem Granit, das an der Vorderseite ein Relief mit dem Porträt des Toten trägt, flankiert von zwei Greifvögeln auf Pfosten. Der Grabstein trägt die Inschrift: „Hier ruhet in Frieden der große Schöpfer von Askania-Nowa“. Auf Beschluss des Berliner Senats ist die letzte Ruhestätte von Friedrich von Falz-Fein seit 1980 als Berliner Ehrengrab gewidmet. Die Widmung wurde im Jahr 2001 um die übliche Frist von zwanzig Jahren verlängert.
Falz-Fein blieb unverheiratet, hatte allerdings zwei uneheliche Söhne. Sein Neffe Eduard Aleksandrowitsch Baron von Falz-Fein (1912–2018), Sohn seines Bruders Alexander (1864–1919) zuletzt wohnhaft in seiner Villa „Askania Nova“ im Fürstentum Liechtenstein, übergab das gesamte Familienarchiv wenige Jahre vor seinem Tod dem Ethnographischen Museum in Sankt Petersburg. Die Familie der Barone von Falz-Fein ist durch Verheiratung mit der Familie des Schriftstellers Vladimir Nabokov sowie des Komponisten Nicolas Nabokov verschwägert.
Der Bruder Woldemar von Falz-Fein verfasste nach Friedrichs Tod das Buch Askania Nova. Das Tierparadies. Ein Buch des Gedenkens und der Gedanken. Aus dem Vorwort: „Bald nach seinem Tode erwachte in mir der Wunsch, seinem Werk, dem weltberühmten Tierpark, und damit auch ihm, dem genialen Schöpfer, in Buchform ein Denkmal zu setzen, Askania Nova und Friedrich dem Gedächtnis einer interessierten Nachwelt zu erhalten.“